# Félix Cottavoz
Pour les articles homonymes, voir André Cottavoz.
Félix Cottavoz, né François-Félix-Marcellin Cottavoz ou Cottave le 5 avril 1810 à Saint-Julien-de-Ratz et mort le 11 décembre 1886 à Grenoble, est un peintre de genre et portraitiste français.

## Biographie
Félix Cottavoz fait ses études à l'école Municipale de dessin de Grenoble, dirigée par Léon Couturier. En 1835, il se rend à Paris et entre dans l'atelier de Ary Scheffer. Il expose au Salon de Paris entre 1841 et 1845, puis à nouveau 1884. Nommé professeur de dessin au Lycée de Grenoble en 1846, il se consacre à principalement à l'enseignement (il aura notamment pour élèves Édouard d'Apvril, Hugues Picard et Firmin Gautier) et continue d'exposer jusqu'en 1880. En 1866, la ville de Grenoble lui achète son Jean-Jacques Rousseau, l'Âne et le Ruisseau.

## Galerie

Œuvres au musée de Grenoble.
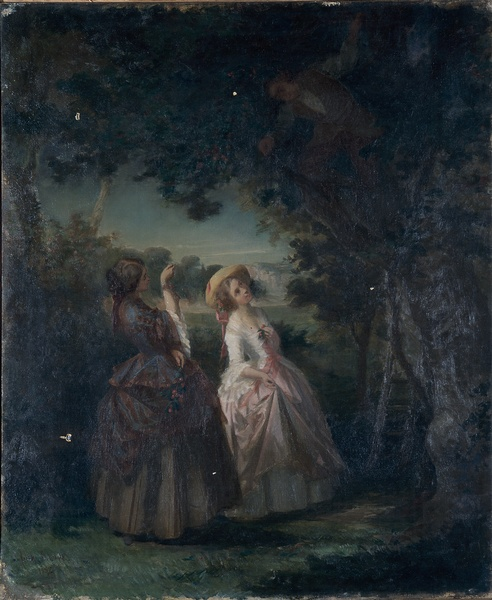
Les Cerises (1857).
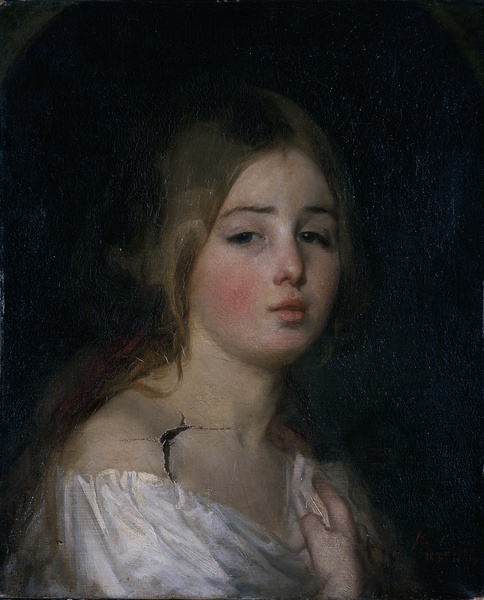
Tête de jeune fille (1846).
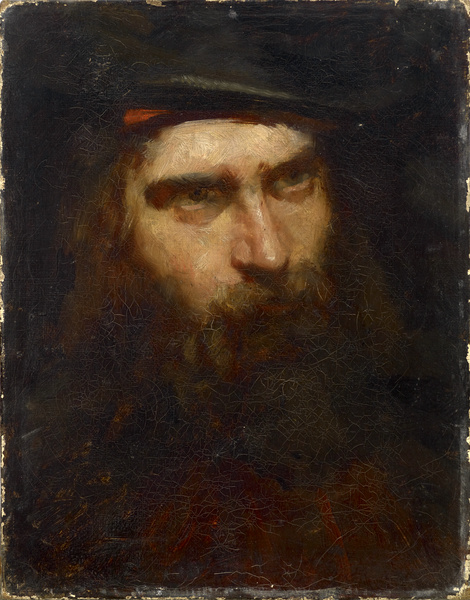
Tête d'homme.

## Collections publiques
- Grenoble :
  - Musée de Grenoble: Les cerises.
  - Musée de Grenoble: Le ruisseau.
  - Musée de Grenoble: Tête d'homme.
  - Musée de Grenoble: Tête de jeune fille.